# Утхал
Утхал (англ. Uthal) — город в провинции Белуджистан, Пакистан. Столица округа Ласбела. Население — 14 162 чел. (на 2010 год).

## Географическое положение
Город расположен на побережье Аравийского моря.

## Военная база
В Утхале расположен 1-й батальон Береговой охраны Пакистана.

## Демография
| 1998   | 2010   |
| ------ | ------ |
| 13 926 | 14 162 |